# جوني ووكر (لاعب دوري الرغبي)
جوني ووكر (بالإنجليزية: John Walker)‏ هو لاعب دوري الرغبي بريطاني، ولد في 26 مارس 1988 في برستون في المملكة المتحدة.